# Presidenti della Regione di Murcia
Il Presidente della Regione di Murcia (in spagnolo: Presidente de la Región de Murcia) è il capo del governo della comunità autonoma spagnola della Regione di Murcia.
L'attuale titolare di questo ufficio è, dal 3 maggio 2017, Fernando López Miras del Partito Popolare.

## Elenco
Governo pre-autonomo (1978-1983)
| Immagine | Presidente (nascita-morte)                                                                     | Mandato                          | Partito   |
| -------- | ---------------------------------------------------------------------------------------------- | -------------------------------- | --------- |
|          | Antonio Pérez Crespo (1929–2012) Presidente del Consiglio regionale.                           | 10 novembre 1976 – 5 maggio 1979 | UCD       |
|          | Andrés Hernández Ros (1948–2016) Il Consiglio regionale pre-autonomo è stato abolito nel 1982. | 5 maggio 1979 – 22 luglio 1982   | PSRM–PSOE |

Governo autonomo (dal 1982)
| Immagine | Presidente (nascita-morte)            | Mandato                       | Partito   |
| -------- | ------------------------------------- | ----------------------------- | --------- |
|          | Andrés Hernández Ros (1948–2016)      | 30 luglio 1982 – 3 marzo 1984 | PSRM–PSOE |
|          | Carlos Collado Mena (1938–)           | 31 marzo 1984 – 3 maggio 1993 | PSRM–PSOE |
|          | María Antonia Martínez García (1953–) | 3 maggio 1993 – 4 luglio 1995 | PSRM–PSOE |
|          | Ramón Luis Valcárcel Siso (1954–)     | 4 luglio 1995 – 9 aprile 2014 | PP        |
|          | Alberto Garre López (1952–)           | 9 aprile 2014 – 3 luglio 2015 | PP        |
|          | Pedro Antonio Sánchez López (1976–)   | 3 luglio 2015 – 4 aprile 2017 | PP        |
|          | María Dolores Pagán Arce (1967–)      | 4 aprile 2017 – 3 maggio 2017 | PP        |
|          | Fernando López Miras (1983–)          | 3 maggio 2017 – in carica     | PP        |